# Curiini
Los curiínos (Curiini) son una tribu de coleópteros polífagoscrisomeloideos de la familia Cerambycidae. Tiene el género Curius Micheli, 1983 